# Rapiță
 Rapița (Brassica napus oleifera și Brassica rapa oleifera) este o plantă din familia cruciferelor Brassicaceae cu florile galbene și cu tulpina subțire, lungă și ramificată. 

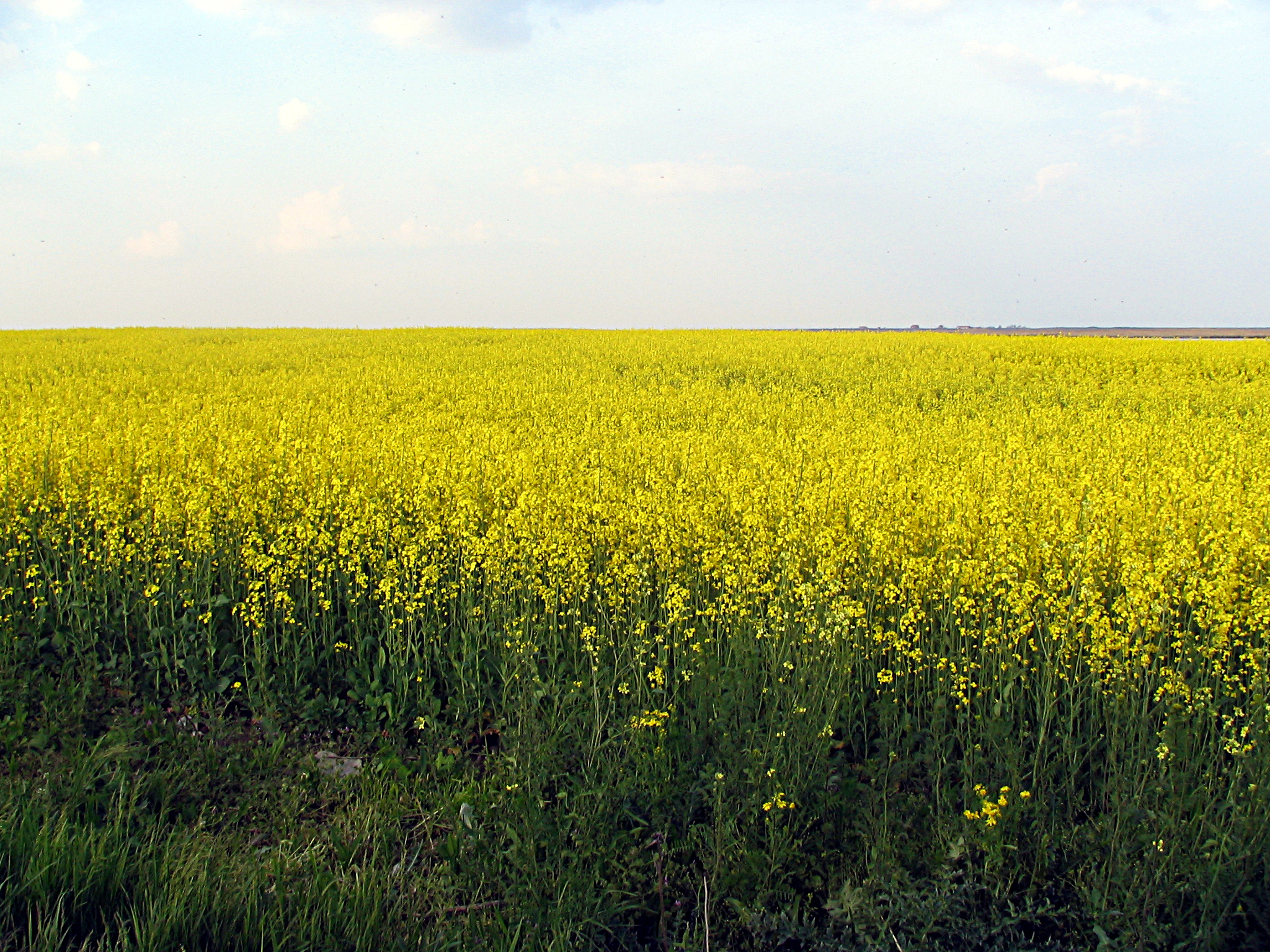
Câmp de rapiță

Rapița se cultivă pentru semințe din care se obține ulei folosit în alimentație și în industrie pentru fabricarea de biocombustibil (biodiesel). Planta verde este un nutreț valoros, în perioada de înflorire având și importanță meliferă. Este răspândită în zone cu clima uscată temperat continentală excesivă. Este a treia sursă de ulei vegetal din lume ca mărime.
Rapița - canola este o marcă înregistrată a unui hibrid de rapiță, inițial produsă și cultivată în Canada, în zone cu clima uscată temperat continentală excesivă. Uleiul din semințe de rapiță a fost produs în secolul al 19-lea ca o sursă de lubrifiere pentru motoarele cu abur. Uleiul are un gust amar din cauza nivelului ridicat de acizi. Canola a fost produsă tocmai pentru a reduce această cantitate de acid, rezultând un ulei gustos.

## Producția
În mod normal, Uniunea Europeană este responsabilă pentru aproximativ o treime din producția mondială de rapiță, care se ridică la 60 milioane tone anual.
Din anul 1985, din polen de rapiță și extract de polen de rapiță (Brassica napus), care are proprietăți beneficiile pentru sănătatea organismului uman, au început s-o folosească pentru tratarea diverselor afecțiuni în medicină și în producția cosmetică.] 
În anul 2011, producția de rapiță a Uniunii Europene a fost de 19,1 milioane tone.
În Uniunea Europeană, Franța este cel mai mare producător, cu 5,35 milioane tone în 2011.
În același an România a produs 670.000 de tone, iar Bulgaria 520.000 de tone.